# Liste de jeux Lynx

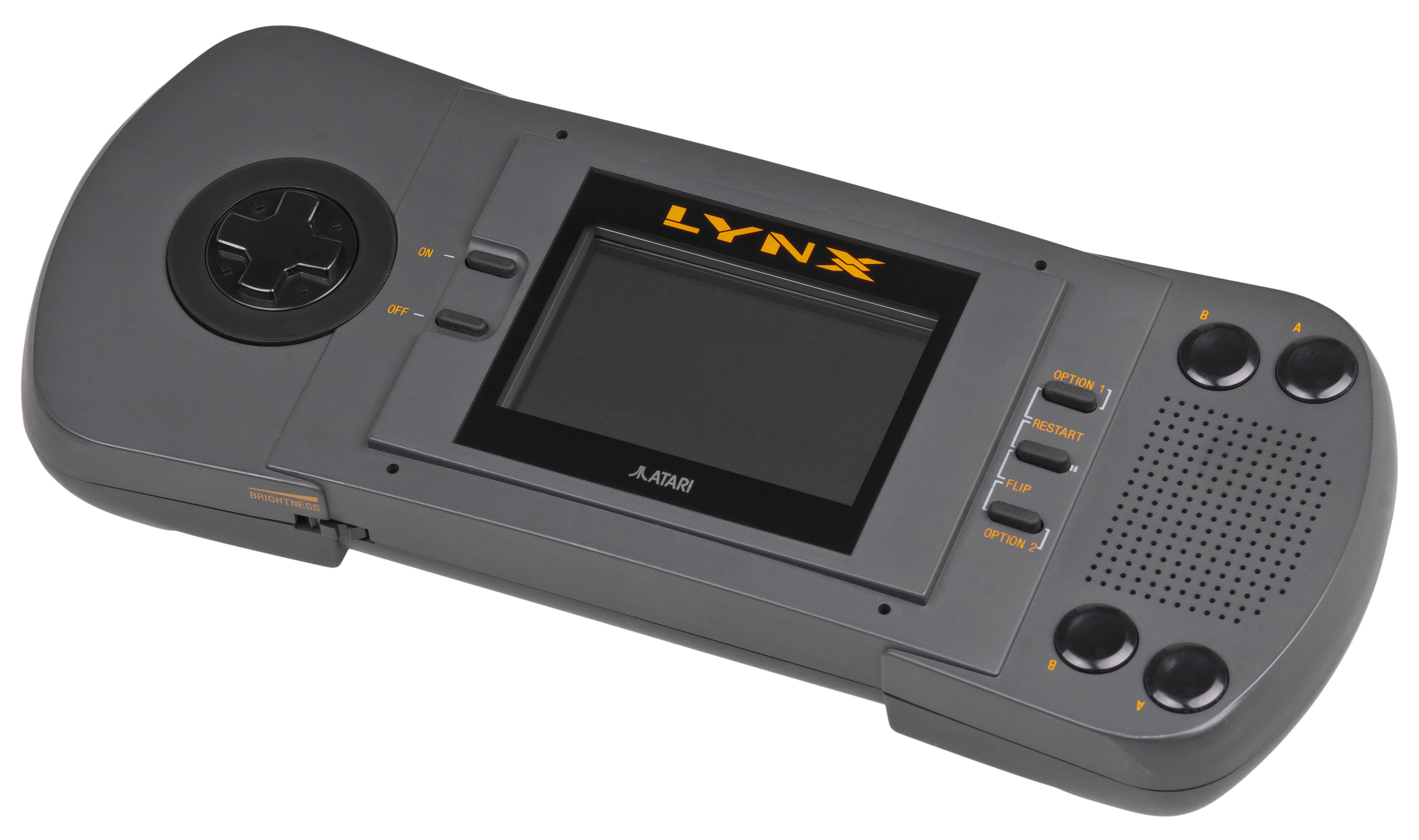
La console de jeux vidéos portable Atari-Lynx

Liste des jeux de la console portable Lynx, triés par ordre alphabétique.
- Haut – A
- B
- C
- D
- E
- F
- G
- H
- I
- J
- K
- L
- M
- N
- O
- P
- Q
- R
- S
- T
- U
- V
- W
- X
- Y
- Z

## A
- APB: All Points Bulletin
- Awesome Golf
- Alpine Games (homebrew)

## B
- Baseball Heroes
- Basketbrawl
- Batman Returns
- Battle Wheels
- Battlezone 2000
- Bill and Ted's Excellent Adventure
- Block Out
- Blue Lightning
- Bubble Trouble

## C
- California Games
- Championship Rally
- Checkered Flag
- Chip's Challenge
- Crystal Mines II
- Cybervirus

## D
- Desert Strike: Return to the Gulf
- Dinolympics
- Dirty Larry: Renegade Cop
- Double Dragon
- Dracula the Undead

## E
- Electrocop
- European Soccer Challenge

## F
- Fat Bobby
- Fidelity Ultimate Chess Challenge

## G
- Gates of Zendocon
- Gauntlet: The Third Encounter
- Gordo 106

## H
- Hard Drivin'
- Hockey
- Hydra
- Hyperdrome

## I
- Ishido: The Way of Stones

## J
- Jimmy Connors Pro Tennis Tour
- Joust

## K
- Klax
- Krazy Ace Miniature Golf
- Kung Food

## L
- Lemmings
- Lexis
- Lynx Casino
- Lynx Othello

## M
- Malibu Bikini Volleyball
- Ms. Pac-Man

## N
- NFL Football
- Ninja Gaiden
- Ninja Gaiden III: The Ancient Ship of Doom

## P
- Pac-Land
- Paperboy
- Pinball Jam
- Pit-Fighter
- Ponx
- Power Factor

## Q
- Qix

## R
- Raiden
- Rampage
- Rampart
- Remnant
- RoadBlasters
- Robo-Squash
- Robotron: 2084
- Rygar

## S
- S.I.M.I.S.
- S.T.U.N. Runner
- Scrapyard Dog
- SFX
- Shadow of the Beast
- Shanghai
- Sokomania
- Steel Talons
- Super Asteroids and Missile Command
- Super Off Road
- Super Skweek
- Switchblade II

## T
- T-Tris
- Todd's Adventures in Slime World
- Toki
- Tournament Cyberball
- Turbo Sub

## V
- Viking Child

## W
- Warbirds
- World Class Soccer

## X
- Xenophobe
- Xybots

## Z
- Zarlor Mercenary

- Haut – A
- B
- C
- D
- E
- F
- G
- H
- I
- J
- K
- L
- M
- N
- O
- P
- Q
- R
- S
- T
- U
- V
- W
- X
- Y
- Z